# بدون خون بدون اشک
بدون خون بدون اشک (انگلیسی: No Blood No Tears؛‏ کره‌ای: 피도 눈물도 없이) فیلم درام جنایی محصول کره جنوبی در سال ۲۰۰۲ به نویسندگی و کارگردانی ریو سونگ وان و با بازی جون دو یون، لی هه یونگ و جونگ جه یونگ است.

## بازیگران
- جون دو یون در نقش سو جین[۲]
- لی هه یونگ در نقش گیونگ سون
- جونگ جه یونگ در نقش دوک بول
- ریو سونگ بوم در نقش چه مین سو
- شین گو در نقش کیم گوم بوک
- جونگ دو هونگ در نقش مرد ساکت
- بک ایل سوب در نقش بول گوم